# 假日 (瑪丹娜歌曲)
《假日》（Holiday）是美國女歌手瑪丹娜於1983年9月7日發行的單曲，它是瑪丹娜首張同名專輯《瑪丹娜》第三首推出的單曲，這是她首支進入告示牌單曲榜的歌曲，獲得最高名次第16名。

## 資料

### 歌曲簡介
〈假日〉接續瑪丹娜上兩支單曲〈每個人〉和〈Burning Up〉輕快舞曲風格，曲中瀰漫著迎接假日來到心情愉悅的氣氛，歌曲出自Curtis Hudson和Lisa Stevens之手。〈假日〉在推出之後，相當受到舞廳DJ的喜愛，它在舞曲榜上升的速度就像前兩首單曲一樣快速，只不過在流行榜上的反應卻是宛如死水般靜止。這情況一直到唱片公司找來了Ee Steinberg為瑪丹娜錄製〈假日〉的音樂影片，而當時MTV音樂台也才剛開台，唱片公司為歌手拍攝MV的風氣還不盛行，當時也不明瞭MV對唱片市場的影響有多少，唱片公司也將希望寄放在瑪丹娜首支的MV上，事實上眼尖的歌迷會發現，影片中在瑪丹娜左邊跳舞的舞者，正是她自己的親弟弟克里斯多夫，他也擔任另一首歌曲〈幸運之星〉的舞者，這是瑪丹娜的家人首次出現在她自己的MV中。2009年時，瑪丹娜的女兒羅荻絲也在〈慶祝〉MV中亮相。

### 商業成績
〈假日〉雖然是在1983年9月7日發行單曲，但在單曲推出快近兩個月才登上告示牌單曲榜。1983年10月29日是瑪丹娜首度進入告示牌單曲榜，〈假日〉第一週進榜位於第88名，當週的冠軍單曲是桃莉·巴頓和肯尼·羅傑斯合作的〈Islands In The Stream〉。不過因為當時瑪丹娜還是新人，沒有知名度再加上唱片宣傳效果有限，所以〈假日〉成績一直未見起色，在榜上上升的速度相當緩慢，一直到它的音樂影片在MTV音樂台強力播放後，〈假日〉在排行榜上升的速度明顯加快，終於在1984年1月28日來到它的最高名次第16名，蟬連兩週第16名後它的名次才開始下降。〈假日〉和下一首單曲〈幸運之星〉以〈假日 / 幸運之星〉雙單曲在1983年9月24日登上告示牌舞曲榜並蟬連5週榜首，成為瑪丹娜在舞曲榜獲得的第一個冠軍紀錄。〈假日〉在單曲榜最高成績雖然只有第16名，但是它在榜內停留了共21週，因此它還是進入了1984年終百大單曲榜，名列第79名。
〈假日〉在英國地區曾三度發行單曲，分別是1984年、1985年和1991年，並且這三次都打進了英國單曲榜，依序獲得第6名、第2名和第5名的成績，而〈假日〉也是瑪丹娜首支進入英國單曲榜的歌曲。

### 單曲收錄
〈假日〉最早收錄於瑪丹娜1983年首張同名專輯《瑪丹娜》當中，而後亦收錄在她1990年《瑪丹娜精選輯》（英語：The Immaculate Collection）以及2009年《娜經典》（英語：Celebration）精選輯中。